# Fámjin
Fámjin (pronunciat [ˈfɔmjɪn] o [ˈfamjɪn]) és una localitat situada a la costa occidental de l'illa de Suðuroy, a les illes Fèroe. És l'única població que hi ha en tot el terme municipal. El 2021 tenia 86 habitants.

## Geografia
Fámjin és a 9 km a l'oest d'Ørðavík, que es troba a la costa est. La distància de Fámjin a Tvøroyri és de 16 km. La distància de Fámjin a Vágur és de 29 km.
Fámjin és, juntament amb Sumba, l'única població que hi ha a la costa occidental de Suðuroy, bastant més escarpada que la costa oriental. Es troba al capdevall d'una vall estreta envoltada de muntanyes, que s'obre a una petita badia amb platja. A l'est de Fámjin, pujant el vessant, hi ha un altiplà on es troba el llac Kirkjuvatn (llac de l'Església), un dels més grans de tota l'illa. Envoltant aquest altiplà hi ha les muntanyes més altes i escarpades de Suðuroy. El Gluggarnir (610 m) es troba al nord del poble, i el Borgarknappur (574 m) i el Borgin (570 m) al sud-est.

## Història
Fámjin surt per primer cop en una font escrita al Hundabrævið (la Casta dels gossos), un document del segle xiv. L'església va ser construïda en pedra segons el disseny de l'islandès Guðbrandur Sigurðsson entre 1862 i 1876 i acull una pedra rúnica que és posterior a la reforma protestant. Es tracta d'una peça important perquè demostra que les runes es van fer servir fins ben entrat el segle xvi.
El poble de Fámjin és conegut per ser el lloc on el Merkið, la bandera de les Illes Fèroe, va ser issat per primer cop el 22 de juny de 1919. La bandera feroesa va ser elaborada per Jens Oliver Lisberg i altres estudiants feroesos de Copenhaguen. Aquella mateixa bandera es pot veure exposada a l'església de Fámjin.
El 25 de març de 2005 es va reunir a Fámjin el ministre d'exteriors danès, Per Stig Møller, i el primer ministre feroès, Jóannes Eidesgaard. D'aquella reunió en va sorgir el Tractat de Fámjin, que tenia com a objectiu augmentar la influència feroesa en els afers de política exterior i seguretat que tinguessin relació amb l'arxipèlag.